# Фізика атмосфери
У межах наук про атмосферу фізика атмосфери  — це застосування фізики до вивчення атмосфери. Атмосферні фізики намагаються змоделювати атмосферу Землі та атмосфери інших планет, використовуючи рівняння потоку рідини, баланс випромінювання та процеси передачі енергії в атмосфері (а також те, як вони пов’язані з граничними системами, такими як океани). Щоб моделювати погодні системи, фізики атмосфери використовують елементи теорії розсіювання, моделі розповсюдження хвиль, фізику хмар, статистичну механіку та просторову статистику, які є математичними та пов’язані з фізикою. Вона тісно пов'язаний з метеорологією та кліматологією, а також охоплює проектування та виготовлення інструментів для вивчення атмосфери та інтерпретації даних, які вони надають, включаючи прилади дистанційного зондування. На зорі космічної ери та появи ракет-зондів аерономія стала субдисципліною, що стосується верхніх шарів атмосфери, де важливі дисоціація та іонізація.